# Pseudocallidium obscuriaeneum
Pseudocallidium obscuriaeneum là một loài bọ cánh cứng trong họ Cerambycidae.